# Saoirse Ronan

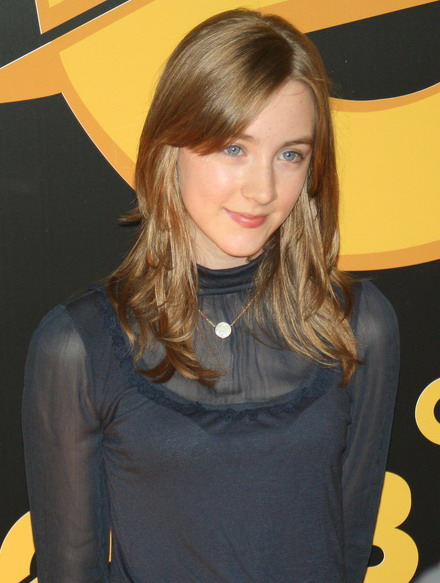
Saoirse Ronan (2008)

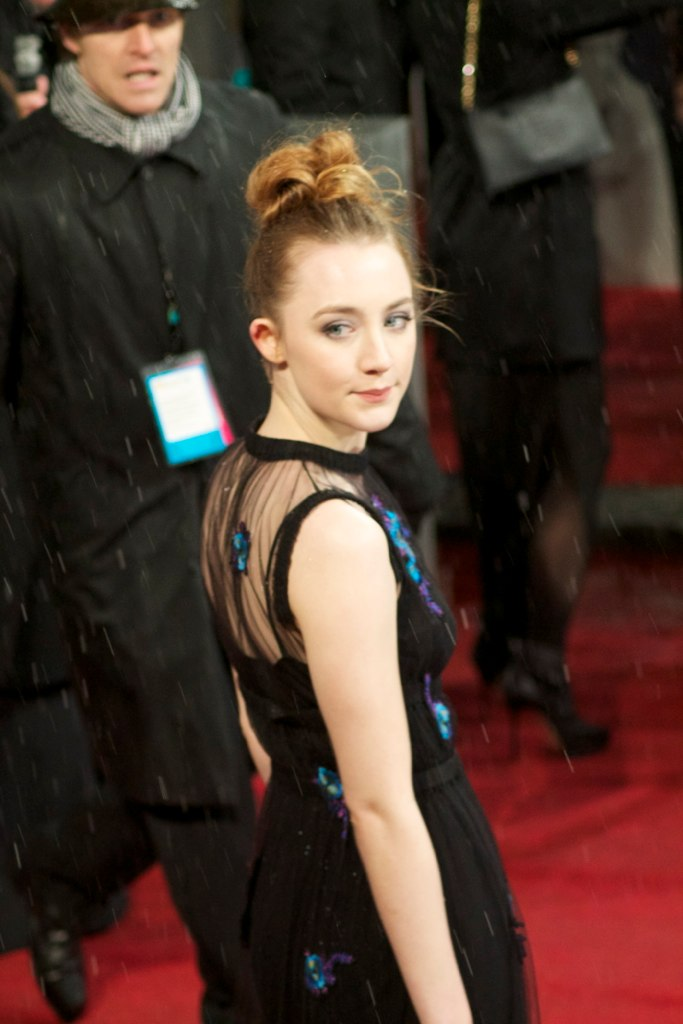
Saoirse Ronan (2013)

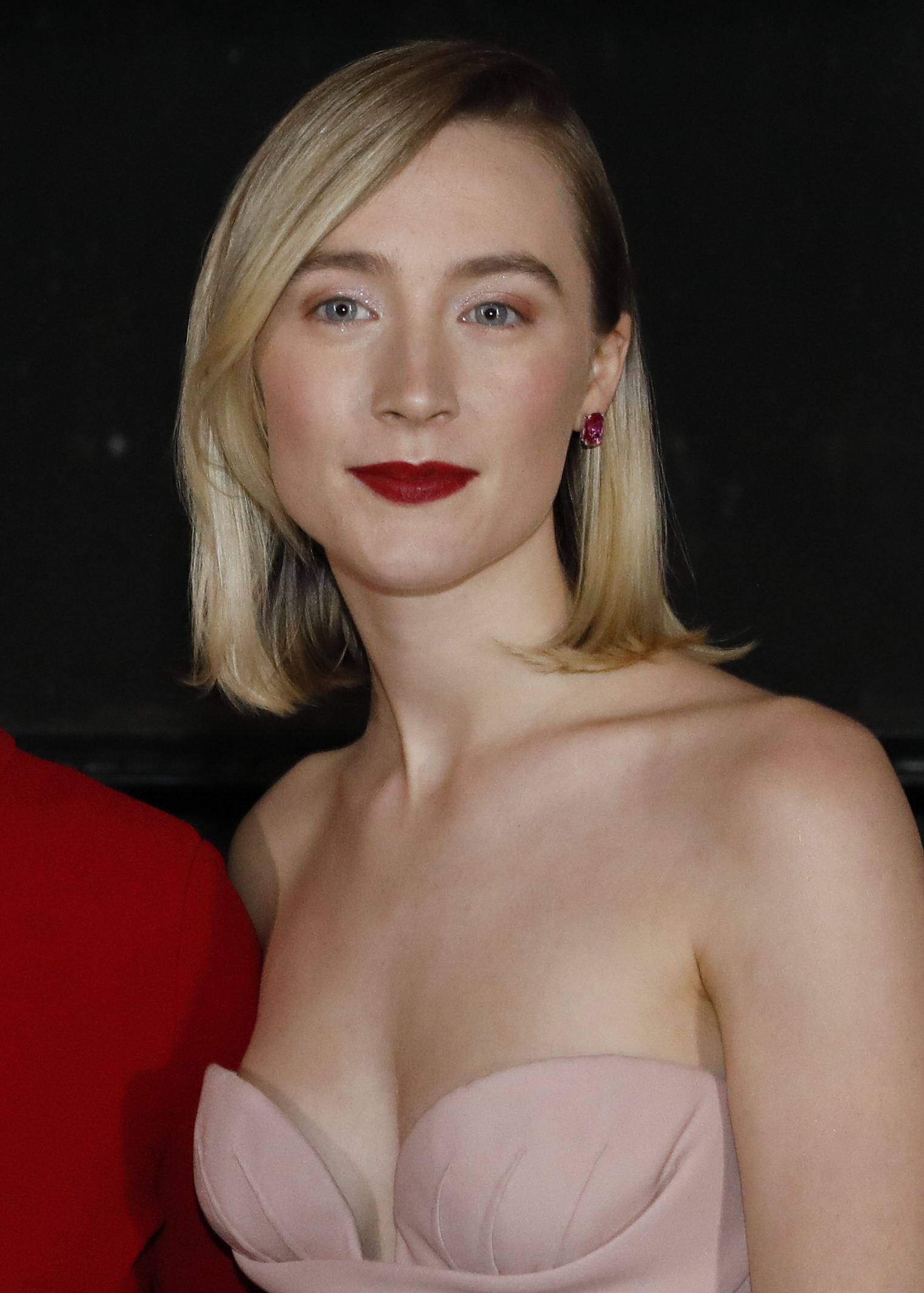
Saoirse Ronan (2019)

Saoirse Una Ronan (/ˈsɜrʃə ˈuːnə ˈroʊnən/ ur. 12 kwietnia 1994 w Nowym Jorku) – irlandzka aktorka, nagrodzona Złotym Globem za tytułową rolę w filmie Lady Bird (2017).

## Życiorys
Po raz pierwszy pojawiła się przed kamerą jako Rhiannon Geraghty w irlandzkim serialu medycznym RTÉ The Clinic (2003–2004), a następnie zastąpiła Emmę Bolger w drugiej serii serialu Proof (2005), gdzie grała Orlę Boland. Na dużym ekranie zadebiutowała w komedii romantycznej Amy Heckerling Nigdy nie będę twoja (I Could Never Be Your Woman, 2007) jako Izzie u boku Michelle Pfeiffer. Tego samego roku do kin weszły kolejne dwie produkcje z jej udziałem: The Christmas Miracle of Jonathan Toomey i Death Defying Acts. Pozytywne opinie krytyków filmowych, rosnącą popularność oraz nominację do Oscara w kategorii najlepsza aktorka drugoplanowa i wielu innych nagród przyniosła jej rola Briony Tallis w Pokucie. W 2016 otrzymała nominację do Oscara za najlepszą żeńską rolę pierwszoplanową w filmie Brooklyn.

## Filmografia
- The Clinic (2003-2004) jako Rhiannon Geraghty (serial, 4 odcinki)
- Proof (2005) jako Orla Boland (serial, 4 odcinki)
- Nigdy nie będę twoja (I Could Never Be Your Woman, 2007) jako Izzie
- Cudowne święta Jonatana (The Christmas Miracle of Jonathan Toomey, 2007) jako Celia Hardwick
- Pokuta (Atonement, 2007) jako 13-letnia Briony Tallis
- Houdini: Magia miłości (Death Defying Acts, 2007) jako Benji McGarvie
- Miasto cienia (City of Ember, 2008) jako Lina Mayfleet
- Nostalgia anioła (The Lovely Bones, 2009) jako Susie Salmon
- Niepokonani (The Way Back, 2010) jako Irena
- Hanna (2011) jako Hanna
- Violet & Daisy (2011) jako Daisy
- Byzantium (2012) jako Eleanor
- Intruz (The Host, 2013) jako Melanie Stryder
- Jeżeli nadejdzie jutro (How I Live Now, 2013) jako Daisy
- Grand Budapest Hotel (2014) jako Agatha
- Lost River (2014) jako Rat
- Brooklyn (2015) jako Ellis Lacey
- Twój Vincent (2017) jako Marguerite Gachet
- Lady Bird (2017) jako Christine „Lady Bird” McPherson
- On Chesil Beach (2017) jako Florence Ponting
- The Seagull (2018) jako Nina
- Maria, królowa Szkotów (2018) jako Maria I Stuart
- Małe kobietki (2019) jako Jo March
- Amonit (2020) jako Charlotte Murchison
- Kurier francuski z Liberty, Kansas Evening Sun (2021) jako pierwsza showgirl
- Patrz jak kręcą (See How They Run, 2022) jako konstabl Stalker
- Wróg (Foe, 2023) jako Hen
- The Outrun (2024) jako Rona

### Teledyski
- Garden's Heart – Bat for Lashes, 2013
- Cherry Wine – Hozier, 2016
- Galway Girl – Ed Sheeran, 2017
- Psycho Killer – Talking Heads 2025

## Nagrody i wyróżnienia
- BAFTA
  - W 2008 otrzymała nominację do BAFTA w kategorii Najlepsza aktorka drugoplanowa (Pokuta, 2007)
  - W 2010 otrzymała nominację do BAFTA w kategorii Najlepsza aktorka pierwszoplanowa (Nostalgia anioła, 2009)
  - W 2016 otrzymała nominację do BAFTA w kategorii Najlepsza aktorka pierwszoplanowa (Brooklyn, 2015)
  - W 2018 otrzymała nominację do BAFTA w kategorii Najlepsza aktorka pierwszoplanowa (Lady Bird, 2017)
  - W 2018 otrzymała nominację do BAFTA w kategorii Najlepsza aktorka pierwszoplanowa (Małe Kobietki, 2019)
- Oscary
  - W 2008 otrzymała nominację do Oscara w kategorii Najlepsza aktorka drugoplanowa (Pokuta, 2007)
  - W 2016 otrzymała nominację do Oscara w kategorii Najlepsza aktorka pierwszoplanowa (Brooklyn, 2015)
  - W 2018 otrzymała nominację do Oscara w kategorii Najlepsza aktorka pierwszoplanowa (Lady Bird, 2017)
  - W 2020 otrzymała nominację do Oscara w kategorii Najlepsza aktorka pierwszoplanowa (Małe kobietki, 2019)
- Satelity
  - W 2007 otrzymała nominację do Satelity w kategorii Najlepsza aktorka drugoplanowa w dramacie (Pokuta, 2007)
  - W 2016 zdobyła Satelitę w kategorii Najlepsza aktorka (Brooklyn, 2015)
- Złote Globy
  - W 2008 otrzymała nominację do Złotego Globu w kategorii Najlepsza aktorka drugoplanowa (Pokuta, 2007)
  - W 2016 otrzymała nominację do Złotego Globu w kategorii Najlepsza aktorka w dramacie (Brooklyn, 2015)
  - W 2018 zdobyła Złoty Glob w kategorii Najlepsza aktorka w komedii lub musicalu (Lady Bird, 2017)
  - W 2019 otrzymała nominację do Złotego Globu w kategorii Najlepsze aktorka w dramacie (Małe Kobietki, 2019)